# Exostose

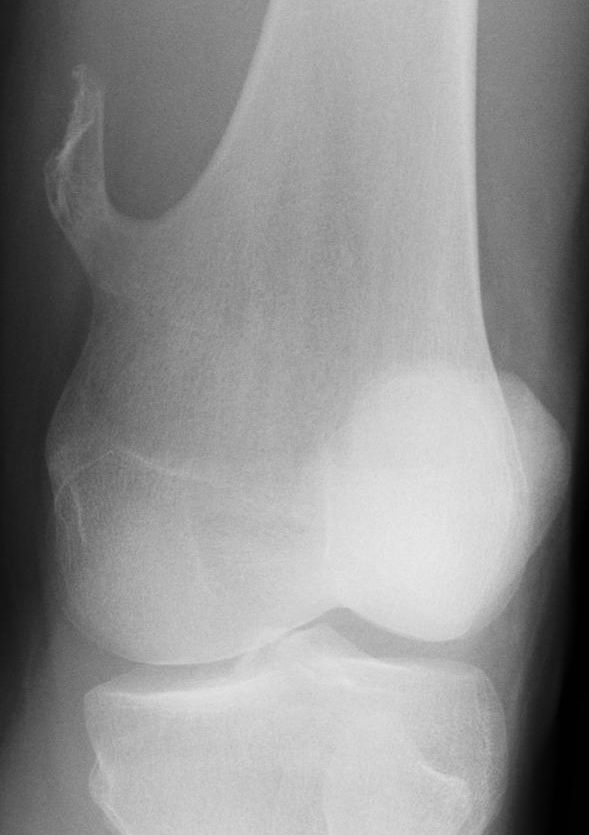
Röntgenbild einer Exostose an einem Oberschenkelknochen

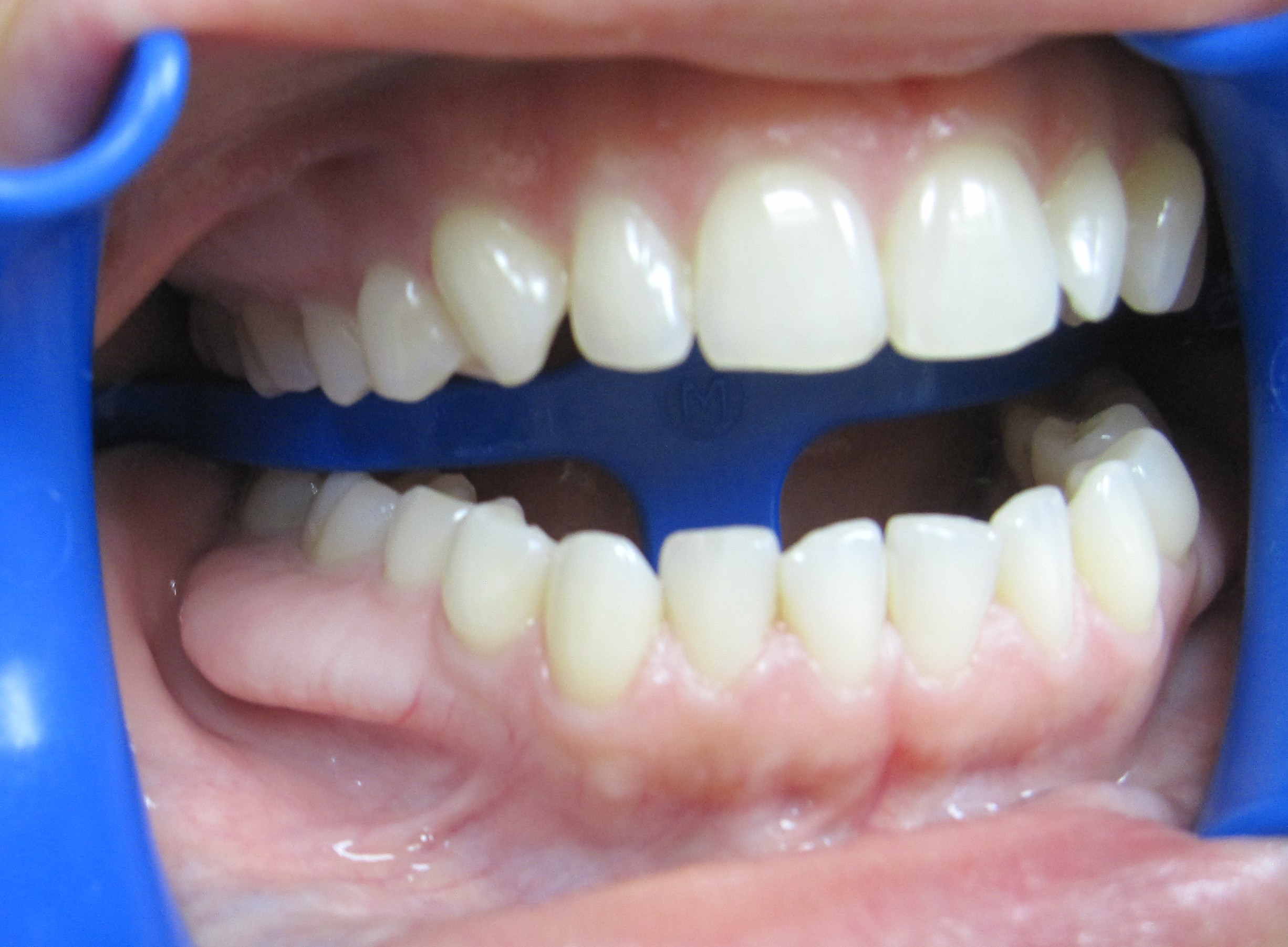
Mandibuläre Exostose an der Außenseite des Unterkiefers

Unter Exostose (von lateinisch ex ‚heraus‘, os ‚Knochen‘ und -ose Krankheit) versteht man eine Knochenwucherung von kompakter Knochensubstanz (Compacta), die über die normale Knochenoberfläche hinausragt (im Volksmund: „Überbein“). Die Exostose gehört zu den Hyperostosen und kann einerseits als hyperplastische Reaktion auftreten, sie wird dann auch als Osteophyt bezeichnet. Eine hyperplastische Reaktion entsteht auf einen Reiz hin, wie beispielsweise Druck auf eine Stelle, die Überbeanspruchung eines Sehnenansatzes oder eine Entzündung der Knochenhaut. Eine Exostose kann als gutartiger Tumor als Osteom entstehen, wobei meist eine langsame Wachstumstendenz besteht. Eine Exostose kann an allen Knochen entstehen und ist entweder symptomlos oder von Schmerzen, Entzündungszeichen und Bewegungseinschränkungen gekennzeichnet. Besonders häufig sind der Mittelfußknochen und der Handrücken betroffen.

## Typen
Exostosen können an den verschiedensten Knochen auftreten, typisch sind beispielsweise
- subunguale Exostosen (unter den Nägeln)
- Silverskjöld-Exostose als Exostose oder Osteophyt am Fußrücken bei Arthrose im Mittelfußbereich.
- (Pseudo-)Exostosen des Großzehengrundgelenks (am Köpfchen des 1. Mittelfußknochens – in Verbindung mit einem Hallux valgus: Die Fehlstellung des Großzehengrundgelenkes sieht für den unvoreingenommenen Betrachter wie eine Exostose aus, tatsächlich ist es aber nur das falsch stehende Gelenk.)
- Carpal boss als Exostose am Handrücken meist ausgehend von der Basis des zweiten oder dritten Mittelhandknochens, oft mit einem Ganglion verwechselt
- Kalkaneussporn, Haglund-Ferse (am Fersenbein)
- Exostosebecken („Dornbecken“) (im Bereich des Beckens)
- Gehörgangsexostose (im Gehörgang)
- Kartilaginäre Exostosen/Ekchondrome/Osteochondrome (haben einen knorpelig vorgeformten Anteil und bilden sich oft an den Enden langer Knochen, etwa an der Tibia oder am Femur).
- Mandibuläre Exostosen (an der Außen- oder Innenseite des Unterkiefers)

Als generalisierte Erkrankung treten Exostosen bei der erblich bedingten Dysplasia exostotica (Synonyme Osteoplasia exostotica, multiple kartilaginäre Exostosen) auf. Bei dieser Erkrankung besteht eine deutliche Rezidivneigung, die erst im höheren Alter des Betroffenen nachlässt. Eine bösartige Entdifferenzierung dieser Art von Exostosen ist nicht vollkommen ausgeschlossen.

## Symptome
Je nach Lokalisation kommt es zu Schmerzen, Entzündungszeichen und eventuell funktionellen Störungen. Zum Beispiel kommt es zur Verminderung des Hörvermögens bei Gehörgangsexostosen. Wenn kartilaginäre Exostosen in den Verlauf eines Muskels einwachsen, kann das zu erheblichen Funktionsbehinderungen führen. Es kann passieren, dass so eine in den Muskel eingewachsene Exostose bei einer kräftigen Anspannung des Muskels abbricht. Das hat dann ähnliche Folgen wie ein Knochenbruch mit starker Schwellung der betroffenen Extremität und hohem Blutverlust.

## Therapie
Treten infolge der Exostosen solche Probleme auf, besteht die Therapie in einer Abmeißelung des überschüssigen Knochens. Dabei ist abzuwägen, ob die an sich harmlose Exostose mehr Schwierigkeiten bereitet als die zu erwartende Narbe. Unter Lokalanästhesie oder Vollnarkose wird das Gewebe über der Exostose gelöst, anschließend wird der Knochen mit einem Bohrer oder Meißel entfernt, der Schnitt am Knochen mit einem speziellen Wachs abgedichtet und die Wunde wieder verschlossen. Die äußere Wunde sollte in circa vierzehn Tagen verheilt sein, bis zur Beschwerdefreiheit kann es länger dauern.